# Newwy
Newwy（ニウィ）は、タイ王国の歌手、テレビ番組司会者、女優。本名はパティッター・アッタヤータマウィッタヤー（タイ語：ปทิตตา อัธยาตมวิทยา、RTGS:Pa-thit-ta Atthayatamawitthaya）。現地でのニックネームは「ニウ」（タイ語：นิว）。

## 経歴
Newwyは1986年8月26日にバンコクで生まれる。小学校のころは人見知りの激しい子であったが、中学校に入学してチアリーディング部に入ると友達も増えていった。スカウトされたこともあったが、この時は母親の反対もあって芸能活動は行っていない。
そんな彼女が芸能活動を開始するのは大学卒業後のことである。大学のマスコミ学科で学んだ彼女は卒業後、自作のインターネット番組を製作していたが、その番組のスタッフが監督と知り合いであったことから「パーイ・イン・ラブ」（Pai in love）のヒロインに抜擢され、彼女は芸能生活をスタートする。その後、司会者としても活躍するようになる。
歌手業にも進出し、楽曲『ターム・サック・カム』をYouTubeにアップロードしたところ300万再生を記録。この動画が日本のプロデューサーの目にとまったのがきっかけで、2011年にコロムビアから同曲の日本語バージョンである『オシエテ』（日本語詞は北川悦吏子、ネット配信のみ）でプレデビュー。2012年5月にはやはりコロムビアから日本デビューシングルとなる『はじめてのチュウ』を発売。10月にはアルバム『はじめてのチュウ』を発売した。
また、2012年春には渋谷パルコのイメージガールを務め、2013年にはほっともっとのCMに出演するなど、日本でも活動の幅を広げつつある。

## 人物
- バンコクで生まれ育った生粋のバンコクっ子である[1]。血液型はO型[4]。
- 好きな映画は『ハチ公物語』と『セレンディピティ』。好きなアーティストはレンカ、オリビア（OLivia）である[4]。

## テレビ出演

### ドラマ
すべて怒りの日にて放送
- 「レィャムラック」（原題：「เหลี่ยมรัก」、2009年。タイトルは「三角関係」の意）
- 「待っていた今日[5]」（原題：「วันนี้ที่รอคอย」、2013年6月13日-[5]）
- 「ウェイティン」（原題：「ยมบาลเจ้าขา」、2013年）
- 「僕のボディガード[6]」（原題：「บอดี้การ์ดสาว」、2013年。暗殺者役[7]）
- 「愛するメム[8]」（原題：「แหม่มจ๋า」、2014年）

### ドキュメンタリー
- 「The Unseen Dream」（テレビ神奈川、2013年10月6日～、サンテレビ、2013年10月8日～[9]。タイでも放送される[9]）

### 司会
- 「ヤッムヤイサイサラパッド」
- 「ウィサターニュー」
- 「Pet Space @Fukduk TV.」
- 「The Event」

## 映画
- 「パーイ・イン・ラブ」（Pai In Love、2009年、タイ[10]）
- 「9-9-81」（2012年、タイ[11]）

### MV
- TheETC BAND　「Pain and getting used to it」 （album「PUSH」内) 2PMのニックンと共演した。
- Unvirgin BAND　「彼は彼女を逃した」（原題：「อยู่กับเขาคิดถึงเธอ」）

## CM
- ほっともっと「ガパオライス」（2013年9月27日～[3]）

## ディスコグラフィー

### シングル
- 「はじめてのチュウ」日本コロムビア、2012年5月9日発売、COKM-31308（配信限定）
- 「HAJIMETE NO CHU」ROCK RECORDS、2012年8月10日発売、GUT2401（台湾で発売）

### アルバム
- 「はじめてのチュウ」日本コロムビア、2012年10月17日、COZY-713-4
- 「タームサッカム」 - アルバム「love in the light lines」に収録されている楽曲。 Youtubeで配信され、台湾、香港で人気を博した[12]。